# Marsuin
Marsuinii sunt un grup de mamifere marine, toate clasificate în familia Phocoenidae, taxonul Odontoceti (balene dințate). Există șapte specii de marsuini. Acestea sunt mici balene cu dinti, care sunt foarte de aproape înrudite cu delfinii oceanici. Cea mai evidentă diferență vizibilă între cele două grupuri este că marsuinii au ciocuri mai scurte și aplatizate, dinți în formă de spade, distincți de dinții conici ai delfinilor. Marsuinii și alte cetacee aparțin cladei Cetartiodactyla, animalelor biongulate, și cele mai apropiate rude care încă mai există sunt hipopotamii, ei desprinzându-se cu aproximativ 40 de milioane de ani în urmă.

## Taxonomie și evoluție
Marsuinii, împreună cu balenele și delfinii, sunt descendenți ai ungulatelor terestre (animale cu copite), care au intrat în oceane cu 50 de milioane de ani în urmă. În timpul Miocenului (de la 23 la 5 milioane de ani în urmă), mamiferele erau destul de recente, în sensul că rareori s-au mai schimbat după aceea din punct de vedere fiziologic. Cetaceele s-au diversificat, iar dovezile fosile sugerează că delfinii și delfinii s-au despărțit de la ultimul lor strămoș comun în urmă cu circa 15 milioane de ani. Cele mai vechi fosile sunt culese din apele de mică adâncime din Pacificul de Nord, animalele răspândindu-se pe coastele europene și în emisfera sudică abia mult mai târziu, în timpul Pliocenului.
- ORDINUL ARTIODACTYLA
  - Infraordin Cetacea
    - Taxon Odontoceti balene dințate
      - Superfamilia Delphinoidea
        - Familia Phocoenidae – marsuini
          - Genul †Haborophocoena[2]
            - H. toyoshimai

          - Genul Neophocaena
            - N. phocaeniodes – marsuini apteri
            - N. asiaeorientalis – marsuini cu creasta îngustă apteri

          - Genul †Numataphocoena[3]
            - N. yamashitai

          - Genul Phocoena
            - P. phocoena – marsuini
            - P. sinus – vaquita
            - P. dioptrica – marsuinul cu ochelari
            - P. spinipinnis – marsuinul Burmeister

          - Genul Phocoenoides
            - P. dalli – marsuinul lui Dall

          - Genul †Septemriocetus[4]
            - S. bosselaersii

          - Genul †Piscolithax
            - P. aenigmaticus
            - P. longirostris
            - P. boreios
            - P. tedfordi

Hibrizii descoperiți recent între marsuinul mascul portuar și marsuinul lui Dall femelă indică faptul că cele două specii pot fi de fapt membrele aceluiași gen.